# Johann Daniel Gruber

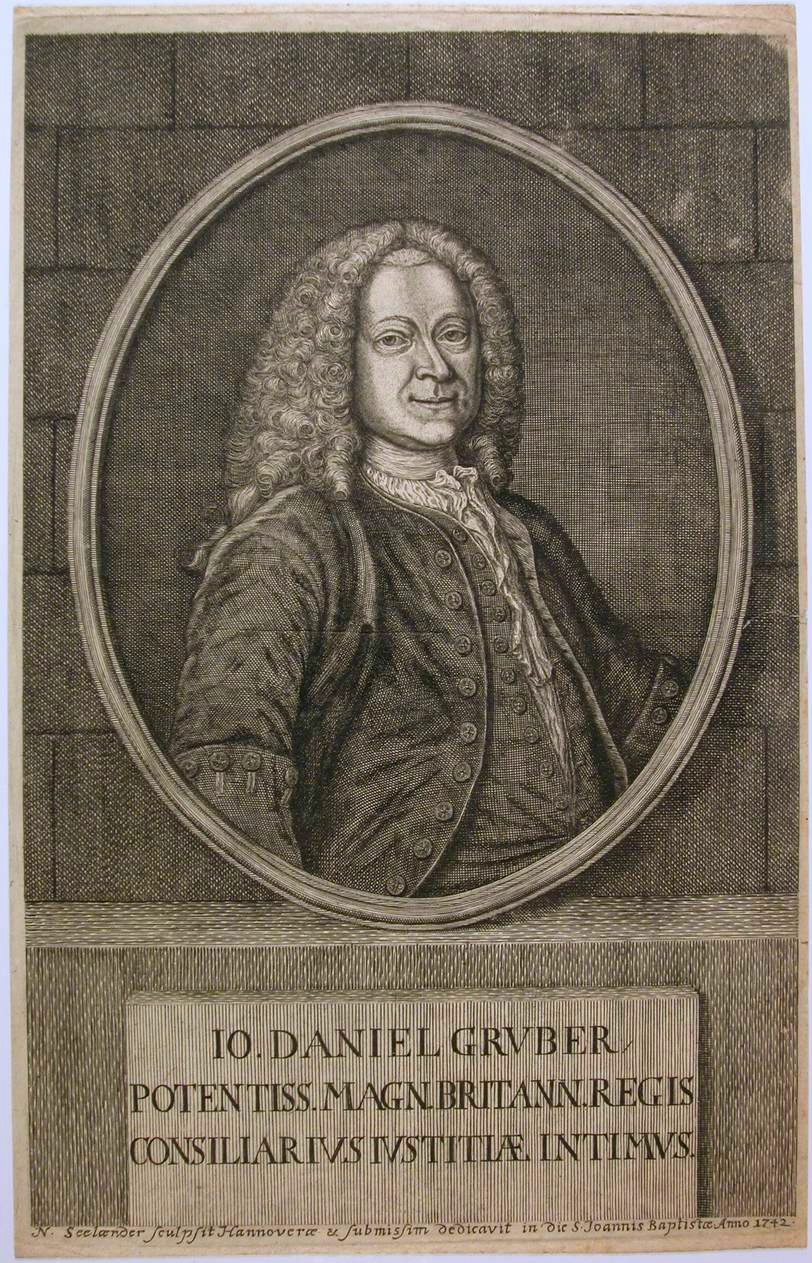
Brustbild Johann Daniel Grubers, mit Bezug zur Neustädter Hof- und Stadtkirche St. Johannis;
Kupferstich von Nicolaus Seelaender, 1742

Johann Daniel Gruber (* 11. April 1686 in Ipsheim; † 24. März 1748 in Hannover) war ein deutscher Bibliothekar, Jurist und Historiograph sowie Abt von Kloster Bursfelde. Der Geheime Justizrat erwarb sich Verdienste um die königliche Bibliothek Hannover, eine Vorläuferin der heutigen Gottfried Wilhelm Leibniz Bibliothek, und gilt als Mitbegründer der Universität Göttingen.

## Leben
Johann Daniel Gruber war der Sohn des Bäckers Johann Georg Gruber und dessen Ehefrau Kunigunda. Der begabte und gelehrige Johann Daniel erhielt eines der begehrten Stipendien für  die „Fürstenschule“, ein Gymnasium im ehemaligen Kloster Heilsbronn. Im Anschluss studierte Gruber ab 1704 an der Universität Halle zunächst Theologie, dann aber Rechtswissenschaft und Geschichte. In Halle lernte Gruber seinen Kommilitonen und Freund Gerlach Adolph von Münchhausen kennen; der spätere Minister sollte noch eine entscheidende Rolle bei der beruflichen Laufbahn Grubers spielen.
1710 erlangte Gruber seinen Dr. phil. mit Lehrberechtigung und elf Jahre später 1721 den Dr. jur.
1723 wurde Gruber zum außerordentlichen Professor des Rechts und der Philosophie an der Universität Halle berufen. Zwei Jahre später wurde er wiederum außerordentlicher Professor des Rechts an der Universität Gießen, um dann 1727 als kurfürstlich hannoverscher Hof- und Kanzleirat nach Celle zu gehen.
1729 wurde Johann Daniel Gruber zum kurfürstlichen Bibliothekar und Historiographen an die Königliche Bibliothek in Hannover berufen und erwarb sich Verdienste als Verwalter des Bibliotheksbestandes sowie durch seine bedeutenden und wertvollen Akquisitionen. An der inzwischen auch „Königliche öffentliche Bibliothek“ genannten Stätte entwickelte Gruber den „Catalogus perpetuus“ weiter, den ersten Zettelkatalog der Welt.
Minister Gerlach Adolph von Münchhausen fand in Gruber einen eifrigen Mitstreiter zur Gründung der Universität in Göttingen: Gruber engagierte sich für die Durchsetzung der Grundideen zur Gründung. Sein Plädoyer wird noch heute gern zitiert:

„… Göttingen ist groß und bereits ziemlich bebaut, kann auch mit geringen Kosten noch besser zugerichtet werden. Der Ort selbst liegt in einer gesunden anmutigen Gegend, und weil er von den übrigen Hauptstädten weit entfernt ist, so ist er der Wohlfeilste im ganzen Land, auf welche Beschaffenheit die Hauptreflexikon zu nehmen ist.“

Gruber engagierte sich auch für die Ausführung der dann immer mehr erweiterten Universitäts-Einrichtungen. Er arbeitete die ersten Pläne aus und entwarf die Privilegien, die schließlich seinem Landesherrn, König Georg II. von Großbritannien vorgelegt wurden. Gruber wurde schließlich die Ehre zuteil, „die Eröffnung der Universität der gelehrten Welt anzukündigen.“
In einem Brief an Johann Mathias Gesner (1691–1761), den ehemaligen Rektor der Thomasschule zu Leipzig und Freund Johann Sebastian Bachs, schrieb Gruber seine Erwartungen hinsichtlich der Eröffnung der Göttinger „Georgia Augusta“:

„Die Engelländische Jugend ist sehr neugierig. Man hat observiret, dass wie die Universität zu Wittenberg gestifftet worden, viel von ihnen aus Curiosität dahin gegangen sind, welche Lutheri und Melanchthonis principia mit nach Hause gebracht. In Halle haben sich auch verschiedene aufgehalten. Darum Göttingen um so mehr ein gleiches Verhoffen hat, da es von ihrem König gestiftet.“

Hofrath Gruber rechnete 1732 vor, „dass etwa 100.000 Taler im Land gehalten werden können, wenn die Landeskinder hier studieren, und dass zusätzlich Kaufkraft ins Land geholt wird, wenn die Universität auch für Leute außerhalb des Kurfürstentums [Hannover] attraktiv werde … [Gruber kalkulierte], dass man über kurz oder lang mit etwa 1.000 Studenten rechnen kann, die dem Kurfürstentum jährliche Einnahmen von 200.000 Talern bringen.“
1733 wurde Johann Daniel Gruber Abt vom Kloster Bursfelde und erhielt den Titel eines Geheimen Justizrates verliehen.

## Werke (unvollständig)

### Eigene
- Dissertation iuridica de actionibus mandatis (...), Halle/Magdeburg 1723. (Digitalisat)
- Origines Livoniae sacrae et civilis s. chronicon Livonicum vetus, 1740
- Beschreibung der von Seiner Königlichen Majestät den 5. September 1740 anzustellen beliebten Visitation (1740). In: Ruppelt, Georg: „Der Nutzen einer außerlesenen Bibliothec... kan nicht in Zweifel gezogen werden“. 350 Jahre Gottfried Wilhelm Leibniz Bibliothek. Hannover 2015, S. 106–121.
- Commercii epistolici Leibnitiani ad omne genus eriditionis, 2 Teile, 1745
- Johann Gottfried Leibniz, Johann Daniel Gruber, Christian Ludwig Scheidt: Origines Guelficae, Teil 1–5, 1750–1753
- Zeit- und Geschichts-Beschreibung der Stadt Göttingen (...). Erster Band, Nic. Försters und Sohns Erben, Göttingen 1734. (Digitalisat)

### Abgeleitete
- Johann Gottfried Arndt (Hrsg.): Der Liefländischen Chronik. Erster Theil. Von Liefland unter seinen ersten Bischöfen, welcher die alte Geschichte der Russen, Deutschen, Schweden, Dänen, Esthen, Liven, Letten, Litthauer, Curen und Semgallen erleutert. Oder die Origines Livoniae sacrae et civilis, wie solche der königl. Hofrath und Bibliothekarius Herr Johann Daniel Gruber aus einem alten Manuscript Lateinisch herausgegeben und mit gelehrten Noten versehen, nunmehro aber aus anderen Handschriften ergänzet, mit der nöthigsten Anzeige der verschiedenen Lesarten wie auch mit kurzen Anmerkungen begleitet und ins Deutsche übersetzet von Johann Gottfried Arndt, der Schule zu Arensburg auf Oesel Rector, Halle im Magdeburg, gedruckt bey Joh. Justinius Gebauer, 1747, gewidmet Zarin Elisabeth der Großen; Digitalisat und Volltext im Deutschen Textarchiv, online über Google-Bücher

## Forschungsaufgaben
Über das private Leben, insbesondere die Jugend von Johann Daniel Gruber, ist bisher noch wenig erforscht. Der „Markt Ipsheim“, vertreten durch den Ersten Bürgermeister Frank Müller, verweist in diesem Zusammenhang auf die Archive in Hannover und Göttingen.